# Сіньял-Покровське
Сінья́л-Покро́вське (рос. Синьял-Покровское, чув. Çĕньял-Пукрав) — присілок у складі Чебоксарського району Чувашії, Росія. Входить до складу Сіньял-Покровського сільського поселення.
Населення — 251 особа (2010; 253 у 2002).
Національний склад:
- чуваші — 98 %